# Taras (cité antique)
Pour les articles homonymes, voir Taras.
Taras ( grec ancien : Τάρας) était l'une des plus anciennes colonies de la Grande-Grèce et correspond à l'actuelle Tarente (province de Tarente). Elle a été fondée par les Spartiates au VIIIe siècle av. J.-C.,.

« Là où se trouve aujourd'hui la campagne, se trouvait la capitale de la Grande-Grèce ; là où est Tarente, il y avait une forteresse audacieuse ; vous Quintus Fabius Maximus, vous Goths et Sarrasins, ne vous vantez pas. Vous avez cruellement détruit la ville, mais pourriez-vous annuler ses délices, le spectacle extraordinaire de la nature ? »

— Giuseppe Regaldi - Inscription de 1845.

## Caractéristiques de la ville antique

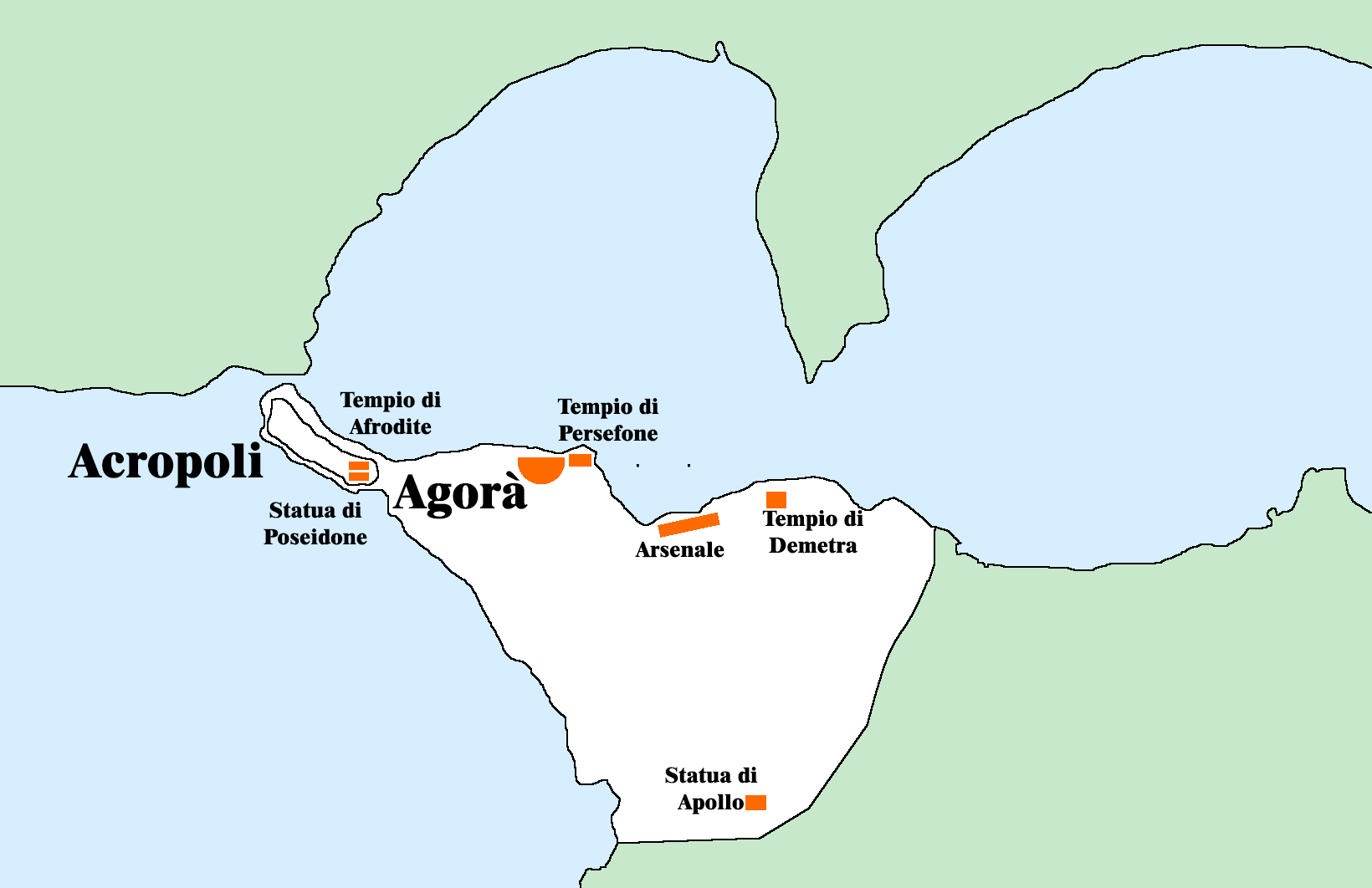
Plan de Taras.

Comme le raconte Strabon dans sa Géographie, Taras possédait un port vaste et efficace, avec un périmètre de 100 stades, et fermé par un grand pont. La ville était située sur une péninsule, contrairement à aujourd'hui, dont le sol n'était pas très élevé, à tel point que les bateaux étaient facilement transportés par voie terrestre d'un côté à l'autre de la péninsule. Ce territoire s'élevait un peu à la hauteur de l'acropole, où se dressent encore aujourd'hui les colonnes de l'ancien temple de Poséidon. Taras possédait un magnifique gymnase, probablement là où se trouve aujourd'hui le lycée Archita, et une grande agora, probablement l'actuelle Piazza Garibaldi, sur laquelle se trouvait une statue en bronze représentant Zeus en train de lancer un éclair, qui en raison de sa dimension (18 m de haut), elle était considérée comme la deuxième plus grande statue du monde grec, surpassée seulement par le Colosse de Rhodes.

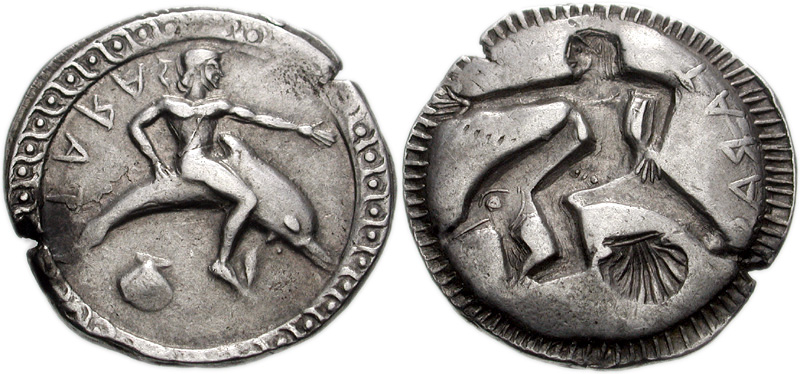
Nomos de Taras (vers 510-500 av. J.-C.).

Sur une autre place, appelée Péripatos, littéralement "destiné à la promenade", se trouvait une autre statue, celle d'Héraclès de Lysippe, qui, après la victoire romaine sur la ville, fut amenée au Capitole par Quintus Fabius Maximus Verrucosus. Dans la ville, il y avait un amphithéâtre qui surplombait la mer, aujourd'hui enterré sous la zone de la via Anfiteatro, et dans lequel les habitants de Tarente célébraient les Dionysia, les fêtes en l'honneur de Dionysos, le dieu de l'ivresse et du vin, en plus de Taras. était entourée de murs qui la protégeaient des attaques maritimes et terrestres.

## Historique

### La fondation
La chronologie traditionnelle attribue la date de la fondation de Tarente à 706 av. J.-C. Les sources transmises par l'historien Eusèbe de Césarée parlent du transfert des parthénies, fils d'esclaves hilotes et de femmes spartiates, comme colons de Sparte dans cette zone pour la nécessité de expansion ou pour des raisons commerciales ou à cause de la surpopulation et exclus de la répartition des terres. Ceux-ci, débarquant sur le promontoire de Saturo et établissant les premières colonies, apportèrent un nouveau souffle de civilisation et de traditions. La structure sociale de la colonie a développé au fil du temps une véritable culture aristocratique, dont la richesse provenait probablement de l'exploitation des ressources du territoire fertile, peuplé et défendu par une série de « phrourion (it) », petits centres fortifiés. Contrairement aux autres villes des Pouilles (telles que Bari et Brindisi), Taras (Tarente) n'a été annexée à l'Empire romain que des centaines d'années après sa fondation ; en effet, de nombreuses guerres rapportent des événements au cours desquels l'armée romaine s'est retirée vaincue, comme lors de la bataille d'Héraclée par Pyrrhus Ier.

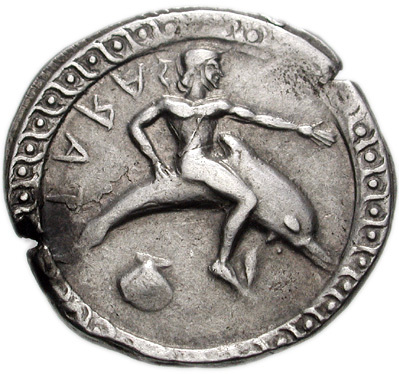
Nomes de Taras (Phalanthos chevauchant un dauphin

La légende raconte qu'au VIIIe siècle av. J.-C., le héros spartiate Phalanthos devint l'oikiste des parthénies, c'est-à-dire de ce groupe de citoyens nés pendant les guerres de Messénie, de l'aristocratie féminine et des esclaves hilotes au pouvoir dans la ville de Sparte. En consultant L'Oracle de Delphes avant de s'aventurer en mer à la recherche de nouvelles terres, il apprit qu'il arriverait au pays des Iapyges, et qu'il fonderait une ville lorsqu'il verrait la pluie tomber d'un ciel clair et sans nuages (en grec ethra).
Phalanthos partit en voyage jusqu'à atteindre l'embouchure de la rivière Tara. Après les premiers affrontements avec les Iapyges qui l'ont vu vaincu, s'endormant sur les genoux de sa femme, celle-ci s'est mise à pleurer abondamment en repensant aux difficultés endurées par son mari, mouillant son visage de ses larmes. L'oracle s'était réalisé, une pluie était tombée sur Phalanthos d'un ciel clair : les larmes de sa femme Etra (Etra est un prénom dont l'origine étymologique est : ciel clair).
Après avoir résolu l'énigme, le héros entreprit de fonder sa ville là-bas, près de la colonie iapygienne de Saturo.
Une autre légende complémentaire raconte la naissance de la ville par Taras, l'un des fils de Poséidon.
Environ 2000 ans av. J.-C., Taras arriva dans cette région avec une flotte, débarquant sur une voie navigable qui prendra plus tard son nom : la rivière Tara. Alors que Taras faisait des sacrifices pour honorer son père Poséidon sur les rives italiennes de la mer Ionienne, un dauphin lui apparut soudain, signe qu'il interpréta comme un bon présage et un encouragement à fonder une ville dédiée à sa mère Satyria, la cité de Saturo.
Un jour, Taras disparaîtrait dans les eaux du fleuve et son père le prendrait parmi les héros.
L'ancienne cité de Taras avait un grand culte pour le dieu Poséidon et naturellement dans la ville, un temple dédié à cette divinité ne pouvait manquer d'être érigé.

### La Grande Grèce

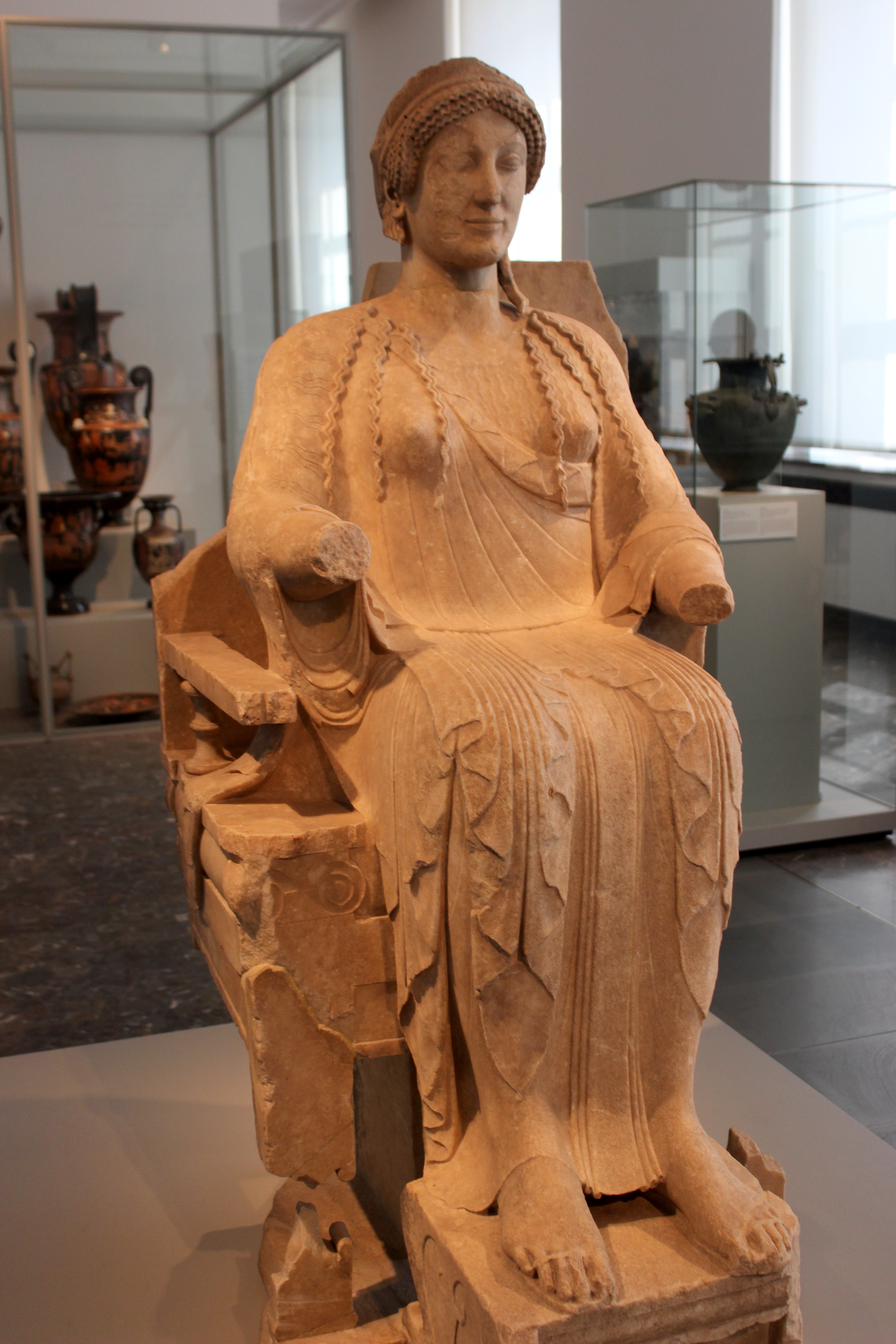
La soi-disante Déesse trônant de Tarente, trouvée à Tarente en 1912, Altes Museum, Berlin.

Vers 500 av. J.-C., la ville était gouvernée par une institution monarchique. En fait, il existe un roi tyran connu nommé Aristofilide et un conflit politique qui a provoqué un grand nombre d'exilés.
Malgré les diverses victoires de Taras sur les Peucètes et les Messapiens au cours de l'histoire, avec pour conséquence le contrôle de nombreuses zones de l'actuel territoire des Pouilles (à tel point, comme en témoigne Pausanias le Périégète, ils ont pu ériger à Delphes un donateur qui célébrait la victoires sur ces derniers, dont les restes sont encore présents), ils subirent également quelques défaites, comme celle qu'ils subirent des Messapiens en 473 av. J.-C. (classé par l'historien grec Hérodote comme l'une des défaites les plus graves infligées aux populations de lignée grecque en raison du grand nombre de pertes humaines).
Dans la première moitié du Ve siècle av. J.-C., la ville connaît une profonde transformation urbaine.
En effet, un nouveau mur défensif a été construit et la surface monumentale a été agrandie, qui a atteint son apogée avec la construction d'un imposant temple dorique sur l'acropole.
La démocratie n’a cependant pas empêché la politique agressive envers le monde extérieur. Entre 444 et 433 av. J.-C., la ville s'engagea dans une guerre pour la possession de Siritide (it) avec la colonie panhellénique de Thourioï, qui se termina par un accord pour l'établissement d'une sous-colonie mixte, qui prit le nom d'Héraclée, en laquelle la composante de Tarente prévalut bientôt.
Vers la fin du IVe siècle av. J.-C., Tarente s'aligne sur la politique de Sparte et, à l'occasion de la guerre du Péloponnèse contre Athènes, bien qu'elle n'entre pas directement dans le conflit, en 415 av. J.-C. elle refuse les navires de la flotte athénienne se dirigeant vers la Sicile, à l'occasion de la désastreuse expédition de Sicile.
La ville connut la période de plus grande prospérité pendant le gouvernement de sept ans d'Archytas de Tarente, qui marqua l'apogée du développement de Tarente et la reconnaissance de sa supériorité politique sur les autres colonies du sud de l'Italie. De 343 à 338 av. J.-C., les Tarantins affrontèrent les Lucaniens, subissant une défaite qui aboutit à la mort du roi spartiate Archidamos III, qui se précipita au secours de la ville de la Grande Grèce . En 335 av. J.-C. Alexandre Ier le Molosse vint en aide à la ville contre les Lucaniens, les Bruttiens et les Samnites, réussissant à conquérir les villes de Brentesion, Siponto, Héraclée, Cosenza et Paestum.
En 303 av. J.-C., pour ralentir l'expansion de la ville de Tarente, les Lucaniens s'allièrent à Rome, qui préféra cependant conclure la paix avec la ville de la Grande-Grèce ; une clause était incluse dans les traités selon laquelle il était interdit aux navires romains d'aller plus à l'est que le promunturium Lacinium.
En 282 av. J.-C., Rome envoya une flotte de dix navires au secours des habitants de Thourioï assiégés par les Lucaniens : pour atteindre Thourioï, les Romains durent dépasser le promontoire de Lacinio, et exigèrent d'amarrer dans le port de Tarente.
La ville célébrait en l'honneur de Dionysos et la population assistait aux jeux dans l'amphithéâtre situé près de la mer : on apercevait à l'horizon les navires romains se dirigeant vers le port, les Tarantins, qui détestaient déjà Rome pour ses objectifs expansionnistes et pour l'aide apportée qui avait toujours donné aux gouvernements aristocratiques, considérait cela comme une violation du traité de 303 av. J.-C., et n'hésita donc pas à les affronter avec sa propre flotte, réussissant à couler quatre navires et à en capturer un, et à faire de nombreux prisonniers parmi les Romains. Non satisfaits, ils marchèrent contre Thourioï, à proximité, accablant la garnison romaine et saccageant la ville.
Malgré l'indignation subie, Rome ne voulait pas déclencher une guerre qui aurait certainement attiré des milices grecques ou carthaginoises dans la péninsule, c'est pourquoi elle envoya Lucius Postumius Megellus comme ambassadeur dans la ville pour demander fermement le retour du navire et des prisonniers capturés, comme ainsi que l'abandon de Thourioï. Il a été accueilli par la population avec ridicule et sarcasme à cause de ses vêtements et des erreurs qu'il faisait en parlant grec. Après avoir également proféré des menaces, la réaction des Tarantins fut d'inviter l'ambassade elle-même à abandonner immédiatement la ville, et on raconte qu'à cette occasion un homme nommé Filonide, surnommé "Kotylè" ("bol" car il était un célèbre buveur), urina sur la toge de Lucius Postumius, qui prévint ainsi la population : « Pour laver cette offense, vous verserez une grande quantité de sang et verserez beaucoup de larmes » .
Tout cela fut le prétexte pour que la guerre soit déclarée en 281 av. J.-C.

### Les guerres à la Pyrrhus et la fin de la cité-État

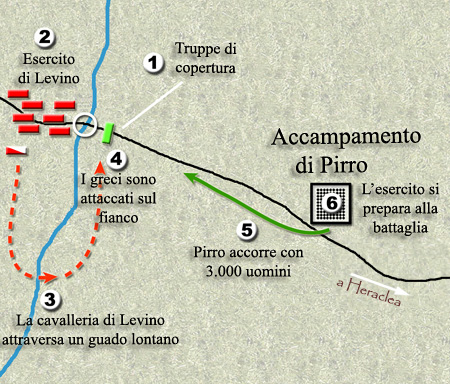
Première phase

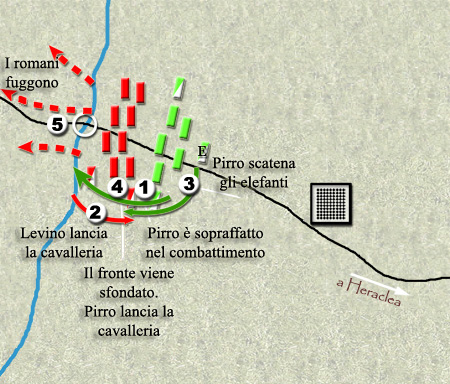
Seconde phase

Tarente, pour résister au pouvoir de Rome, fit alliance avec Pyrrhus Ier, roi d'Épire et neveu d'Alexandre le Grand, qui envoya son lieutenant Milon avec une armée d'environ 30.000 hommes et 20 éléphants, obligeant les Tarantins à s'enrôler.
Les affrontements entre Epiréens et Romains furent toujours très durs et coûteux en vies humaines : la célèbre bataille d'Héraclée en 280 av. J.-C., qui eut pour protagonistes le consul romain Publius Valerius Laevinus et Pyrrhus lui-même, coûta 7 000 morts, 2 000 prisonniers et 15 000 soldats blessés chez les Romains, tandis que 4 000 morts et un grand nombre de blessés furent dénombrés chez les Grecs.
Les succès des Epiréens furent obtenus grâce à la présence d'éléphants de guerre au combat, animaux aussi imposants qu'inconnus des légionnaires romains.

Bataille d'Ausculum et Bataille e Bénévent

Un autre succès fut obtenu par la ligue Tarentin-Épiréen lors de la bataille d'Ausculum en 279 av. J.-C., mais malgré les premières victoires, Pyrrhus n'abandonna jamais le désir de conclure des négociations de paix avec les Romains, conscient de la puissance de ses adversaires. Entre-temps, ceux-ci, ayant appris que les éléphants étaient effrayés à la vue du feu, avaient spécialement construit des chars avec des braseros à l'extrémité, c'est pourquoi le sort des batailles ultérieures pencha de plus en plus en faveur de Rome, à tel point que Pyrrhus décida de stipuler un traité dans lequel il s'engage à abandonner l'Italie, à condition que Tarente reste tranquille.

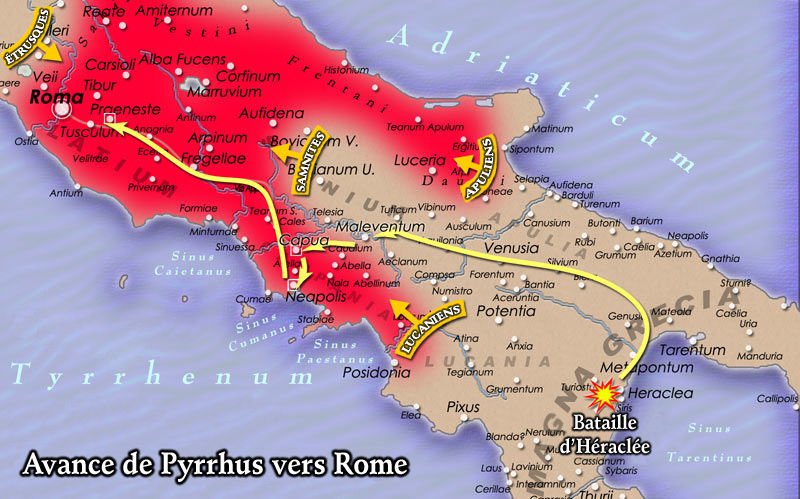
Bataille d'Héraclée

Cependant, Rome revint bientôt sur le terrain contre les peuples du sud de l'Italie, et Pyrrhus fut de nouveau invité à retourner dans les Pouilles par des messagers envoyés du sud de l'Italie. Les défaites de Pyrrhus furent cette fois beaucoup plus incisives que par le passé, à tel point qu'après la défaite à la Bataille de Beneventum (275 av. J.-C.), il se retira en Grèce (où il mourut peu de temps après), laissant une petite garnison commandée par Milon à Tarente.
Les Tarantins appelèrent alors une flotte carthaginoise pour les soutenir, pour les aider à se débarrasser de la garnison d'Épire. En réponse, Milon remit la ville au consul romain Lucius Papirius Cursor et Tarente tomba ainsi au pouvoir des Romains en 272 av. J.-C. Il fit démanteler les murs de la ville, lui imposa un tribut de guerre et lui enleva toutes ses armes et navires. Tout ce qui ornait Tarente (statues de l'art grec, objets précieux, peintures de valeur) et tout ce qui avait de la valeur fut envoyé à Rome, avec les mathématiciens, les philosophes, les hommes de lettres, dont Livius Andronicus, qui traduisit du grec l'Odusia en langue latine ; le grand poète Léonidas de Tarente réussit cependant à s'échapper avant la capitulation de la ville, mais à partir de ce moment il mena une existence misérable, mourant en exil. Rome s'abstint d'infliger des châtiments à Tarente et plaça la ville parmi les alliés, tout en lui interdisant de frapper de la monnaie.

## Galerie

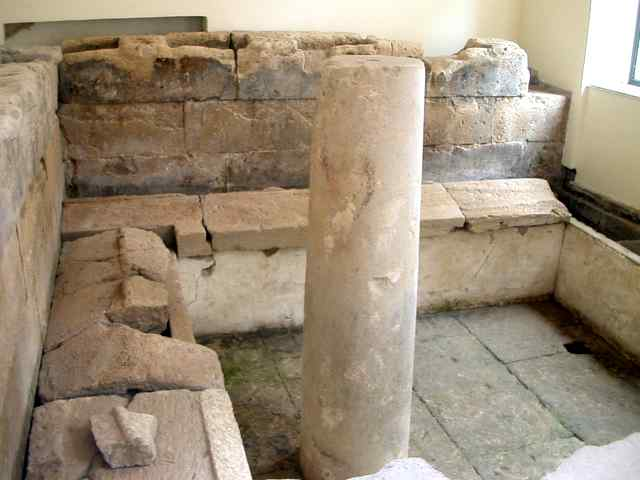
Nécropole.
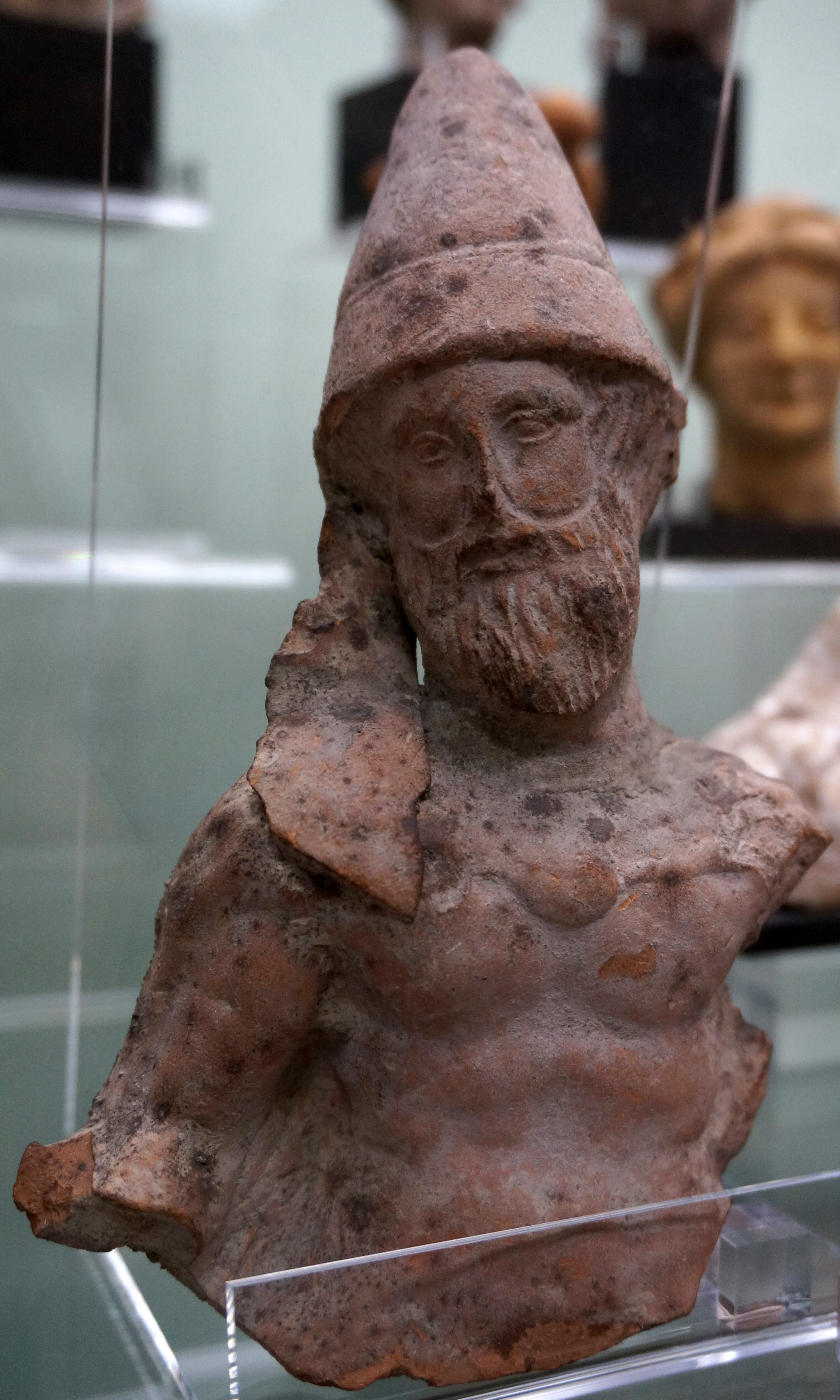
Figure d'autel (Ve siècle av. J.-C.).
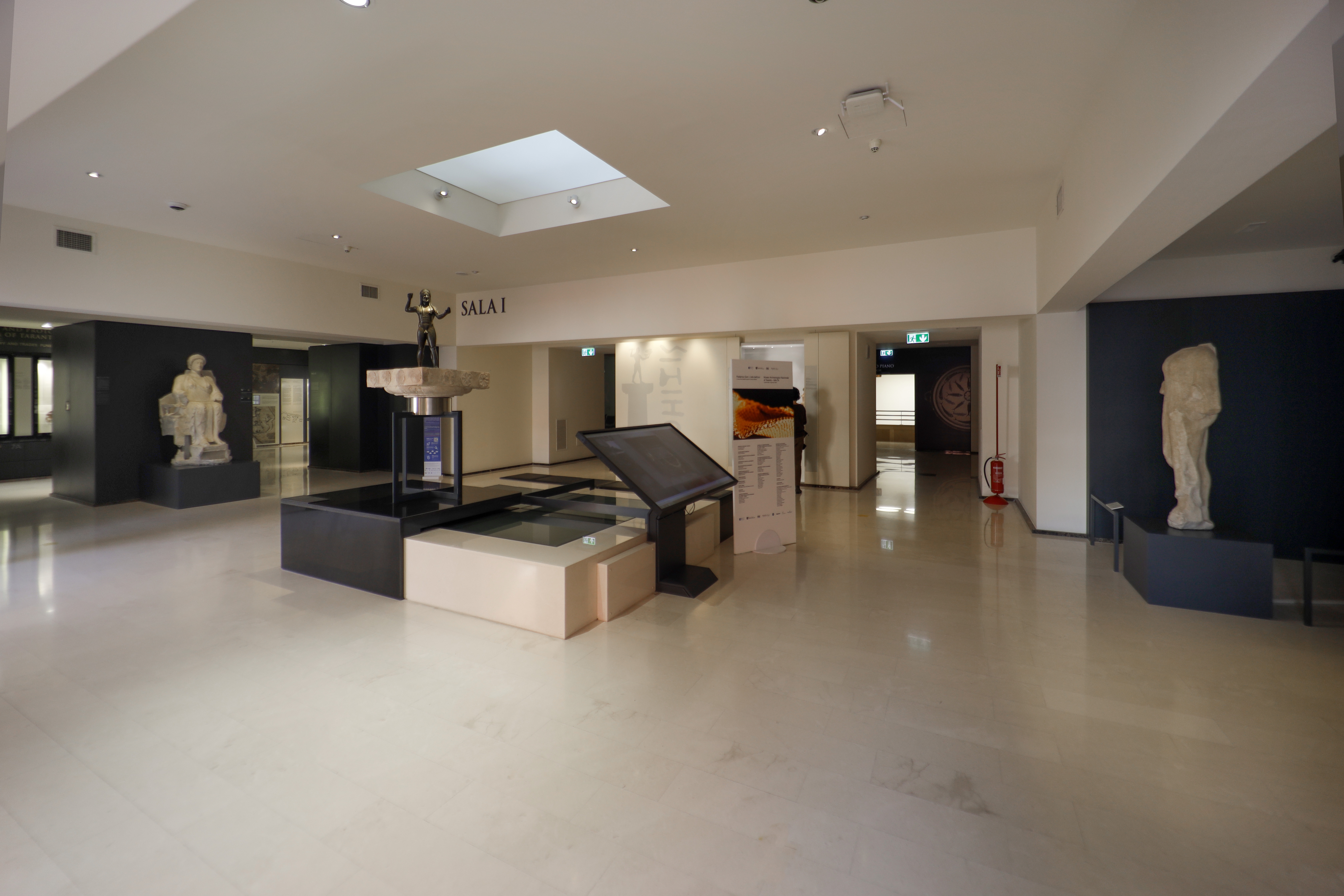
Musée de Tarente.